# Таїланд на зимових Олімпійських іграх 2014
Таїланд на зимових Олімпійських іграх 2014 року у Сочі представляли 2 спортсмени в 1 виді спорту.

## Гірськолижний спорт
Слалом
| Змагання | Спортсмени        | Заїзд 1 | Заїзд 1 | Заїзд 1 | Заїзд 2 | Заїзд 2 | Заїзд 2 | Загалом | Загалом | Загалом |
| Змагання | Спортсмени        | Час     | Місце   | Час     | Місце   | Час     | Місце   | Час     | Місце   |         |
| -------- | ----------------- | ------- | ------- | ------- | ------- | ------- | ------- | ------- | ------- | ------- |
| Чоловіки | Канес Сучарітакул |         |         |         |         |         |         |         |         |         |

Гігантський слалом
| Змагання | Спортсмени        | Заїзд 1 | Заїзд 1 | Заїзд 1 | Заїзд 2 | Заїзд 2 | Заїзд 2 | Загалом | Загалом | Загалом |
| Змагання | Спортсмени        | Час     | Місце   | Час     | Місце   | Час     | Місце   | Час     | Місце   |         |
| -------- | ----------------- | ------- | ------- | ------- | ------- | ------- | ------- | ------- | ------- | ------- |
| Чоловіки | Канес Сучарітакул |         |         |         |         |         |         |         |         |         |
| Жінки    | Ванесса Ванакорн  |         |         |         |         |         |         |         |         |         |